# Väster-Saxsjön
Väster-Saxsjön är en sjö i Ånge kommun i Medelpad och ingår i Ljungans huvudavrinningsområde. Sjön har en area på 0,368 kvadratkilometer och ligger 362,1 meter över havet. Sjön avvattnas av vattendraget Roggån.

## Delavrinningsområde
Väster-Saxsjön ingår i det delavrinningsområde (691569-152359) som SMHI kallar för Utloppet av Väster-Saxsjön. Medelhöjden är 397 meter över havet och ytan är 4,22 kvadratkilometer. Räknas de 9 avrinningsområdena uppströms in blir den ackumulerade arean 51,08 kvadratkilometer. Roggån som avvattnar avrinningsområdet har biflödesordning 2, vilket innebär att vattnet flödar genom totalt 2 vattendrag innan det når havet efter 97 kilometer. Avrinningsområdet består mestadels av skog (81 procent). Avrinningsområdet har 0,37 kvadratkilometer vattenytor vilket ger det en sjöprocent på 8,7 procent.